# Politbureau 1991
Hieronder de samenstelling van het Politbureau van het Centraal Comité van de Communistische Partij van de Sovjet-Unie (stemhebbende leden), in augustus 1991, bij haar opheffing, na de Augustusstaatsgreep.
| Afbeelding | persoon                |
|            | Michail Gorbatsjov     |
|            | Islom Karimov          |
|            | Noersoeltan Nasarbajev |
|            | Saparmurat Niazov      |
|            | Jegor Strojev          |
|            | Pjotr Lutsjinski       |
|            | Ajaz Mutalibov         |
|            | Oleg Sjenin            |
|            | Volodymyr Ivasjko      |
|            | Dzjoemgalbek Amanbajev |
|            | Lembit Annus           |
|            | Mikolas Burokevitsjius |
|            | Alexander Dzasokhov    |
|            | Stanislav Gurenko      |
|            | Grigori Jeremej        |
|            | Kachar Machkamov       |
|            | Anatoli Malofejev      |
|            | Ivan Polozkov          |
|            | Joeri Prokofjev        |
|            | Alfred Roebiks         |
|            | Aram Sarkisjan         |
|            | Galina Semjonova       |
|            | Enn Arno Sillari       |
|            | Michail Surkov         |

## Bron
- (en)  Leadership of the Communist Party of the Soviet Union (CPSU, 1917-1991)